# Arnaldo de Barbazán
Arnaldo de Barbazán o Arnalt de Barbazán (Barbazan-Dessus, Altos Pirineos, Francia, mediados del siglo XIII - Pamplona, 6 de noviembre de 1355), fue obispo de Pamplona durante más de un tercio de siglo. En palabras del historiador y especialista sobre los obispos de Pamplona, José Goñi Gaztambide, el suyo fue «el episcopado más largo y brillante del siglo [XIV]», además de que «ha pasado a la historia como uno de los obispos constructores más grandes que ha tenido la sede de San Fermín.»

## Biografía
De familia noble proveniente de la Bigorra, fue canónigo de Pamiers. El papa Juan XXII le encomendó la dirección de la sede pamplonesa (enero de 1318) aunque tardó cinco meses en asumir la sede. El historiador Luis Javier Fortún Pérez de Ciriza lo define como un «hombre hábil y enérgico, [que] estaba destinado a ser uno de los obispos más importantes en la historia de la diócesis». Fue un activo dentro de la política del Reino de Navarra, tratando de mantener buenas relaciones con la Corona y asumió «los dos asuntos más graves que tenía planteada la Iglesia navarra en sus relaciones con la monarquía: su postura ante el juramento regio y el viejo pleito por el señorío de Pamplona y otras pertenencias de la catedral de Pamplona».

### Obispado y monarquía
Cuando tomar posesión de la mitra, la corona de Navarra se encontraba en cierto impasse tras los reciente fallecimientos de Luis I el Hutín (5 de junio de 1316) y de su hijo neonato Juan I (20 de noviembre de 1316). El obispo de Pamplona y el cabildo de la catedral representaban al alto clero del reino y habían sostenido una larga disputa con los reyes navarros durante el siglo XIII. La Guerra de la Navarrería fue también una dura derrota para este grupo social.
En este contexto tampoco era ajeno el problema de los estamentos navarros ante la monarquía capeta imperante desde tiempos de Felipe I de Navarra que se había casado con Juana I de Navarra, condesa de Champaña. El obispo de Pamplona ejercía el señorío sobre la ciudad de Pamplona y los castillos de Monjardín y Oro. En diciembre de 1255, Teobaldo II había suscrito una concordia con Pedro Ramírez de Piédrola, entonces obispo de Pamplona, «y con el cabildo de Santa María de Pamplona, en relación con la jurisdicción temporal de la ciudad, la provisión de rectorías y los derechos de ambas partes a los castillos de Oro y Monjardín».
Ante la imposibilidad de trasladarse a Navarra, Felipe II de Navarra ordenó en octubre de 1317 que se reunieran las Cortes de Navarra con el objetivo de designar una comisión que se trasladara a París, donde efectuar el juramento real de respeto a los fueros y de fidelidad al rey. El comunicado fue recibido en Navarra con desagrado y se tardó dos años en responder  Finalmente, el 11 de junio de 1319 se reúnen simultáneamente las Cortes navarras, con el objetivo de nombrar una comisión que estuviera presente en el juramento real en París, el cabildo de la catedral para nombrar una comisión «que negociara la aplicación del convenio de 1291 o su revisión».
Arnaldo fue a París para solucionar el problema del dominio del obispado pamplonés. Resuelto finalmente mediante un acuerdo firmado en dicha ciudad en 1319 y ratificado por el papa, se aplicó en 1321. A raíz de éste acuerdo, el prelado renunciaba a la jurisdicción señoral sobre la urbe de la capital diocesana, los castillos de Oro y Monjardín y los lugares de Andarreta, Azqueta, Luquin, Urbiola y Villanueva, recibiendo a cambio una renta de 500 libras y el patronato de doce importantes iglesias, incluyendo los bienes parroquiales de Lerín y de su abadía poniendo al cargo de la población un vicario.

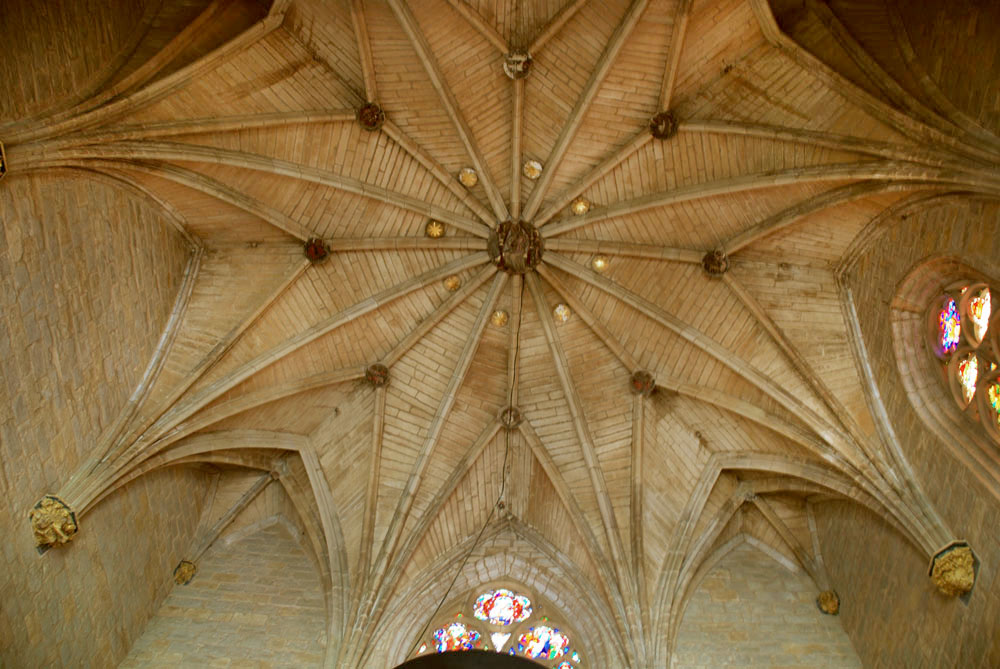
Bóveda de la capilla Barbazana.

Intervino directamente en la entronización de la casa de Evreux, aunque acabó teniendo un enfrentamiento con Felipe III por su resistencia a aceptar el capítulo del amejoramiento del fuero en el que el obispo de Pamplona estaba obligado a aportar 100 caballeros en la hueste regia, como se le exigió con ocasión de la "Cruzada" de Algeciras (1344). Fallecido el monarca en esta contienda, Arnaldo fue procesado y fueron confiscados sus bienes. La intervención del papa Clemente VI, favoreció la reconciliación con la reina Juana II. A la muerte de ésta, el nuevo rey, Carlos II, mandó restituir todos sus bienes, y volvería así la paz entre ambos poderes.
Arnaldo se rodeó de eficaces consejeros y organizó frecuentes sínodos diocesanos (1325, 1341, 1346, 1349, 1354), y participó directamente o por delegación en todos los concilios de la provincia eclesiástica celebrados en Zaragoza, nueva sede metropolitana desde 1318.
Preparó una regla para el culto en la catedral y alentó sin duda la preparación de una guía litúrgica y los dos breviarios pamploneses más antiguos. Además instituyó la cofradía del Corpus Christi y de Santa Catalina mártir.

### Constructor
Promovió la reforma y ampliación del dormitorio de los canónigos de la catedral pamplonesa, el refectorio, continuó las obras del nuevo claustro y sobre todo, mandó levantar la capilla de Santa María, conocida también como la "Capilla Barbazana", en su memoria, y en la que hoy descansa su cuerpo incorrupto.
Durante su obispado se desarrolló la segunda fase de construcción del claustro de la Catedral de Pamplona, fase que «supuso una alteración decisiva.»